# 圣剑寺
圣剑寺是柬埔寨吴哥一座建于12世纪阇耶跋摩七世时期的主要庙宇。 它紧邻吴哥城东北方。相传该寺是阇耶跋摩七世为纪念他父亲而修建的。:383–384,389:174–176
圣剑寺位於大吳哥的東北部，這座寺廟的設計為扁平的，基本的平面圖則圍繞一個佛教聖地的連續的長方形格局而成，與附近的塔布蘢寺一樣，圣剑寺基本上沒有完全修復，廢墟中生長著許多樹木和其他植被。

## 圖片

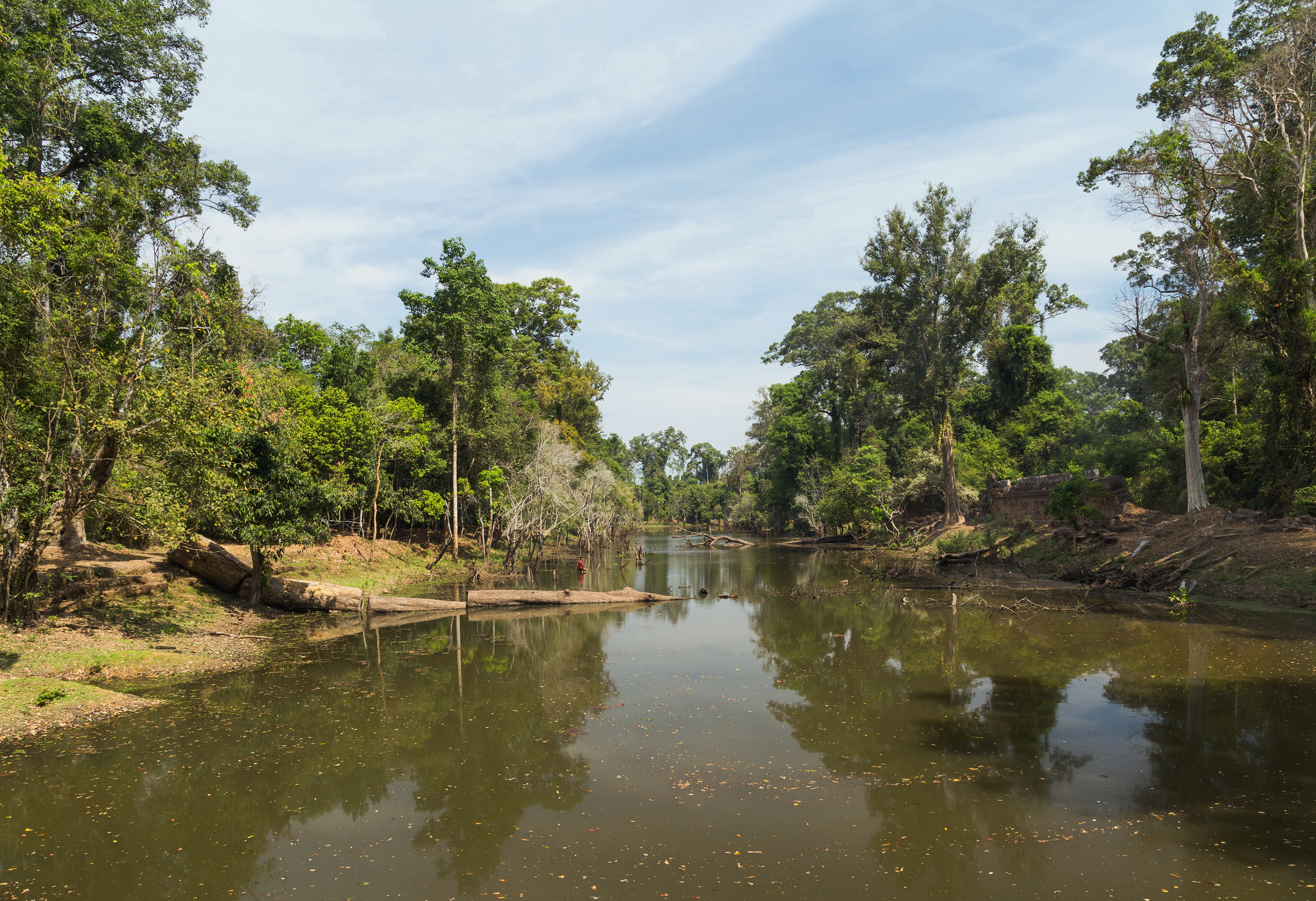
環繞寺廟群的護城河
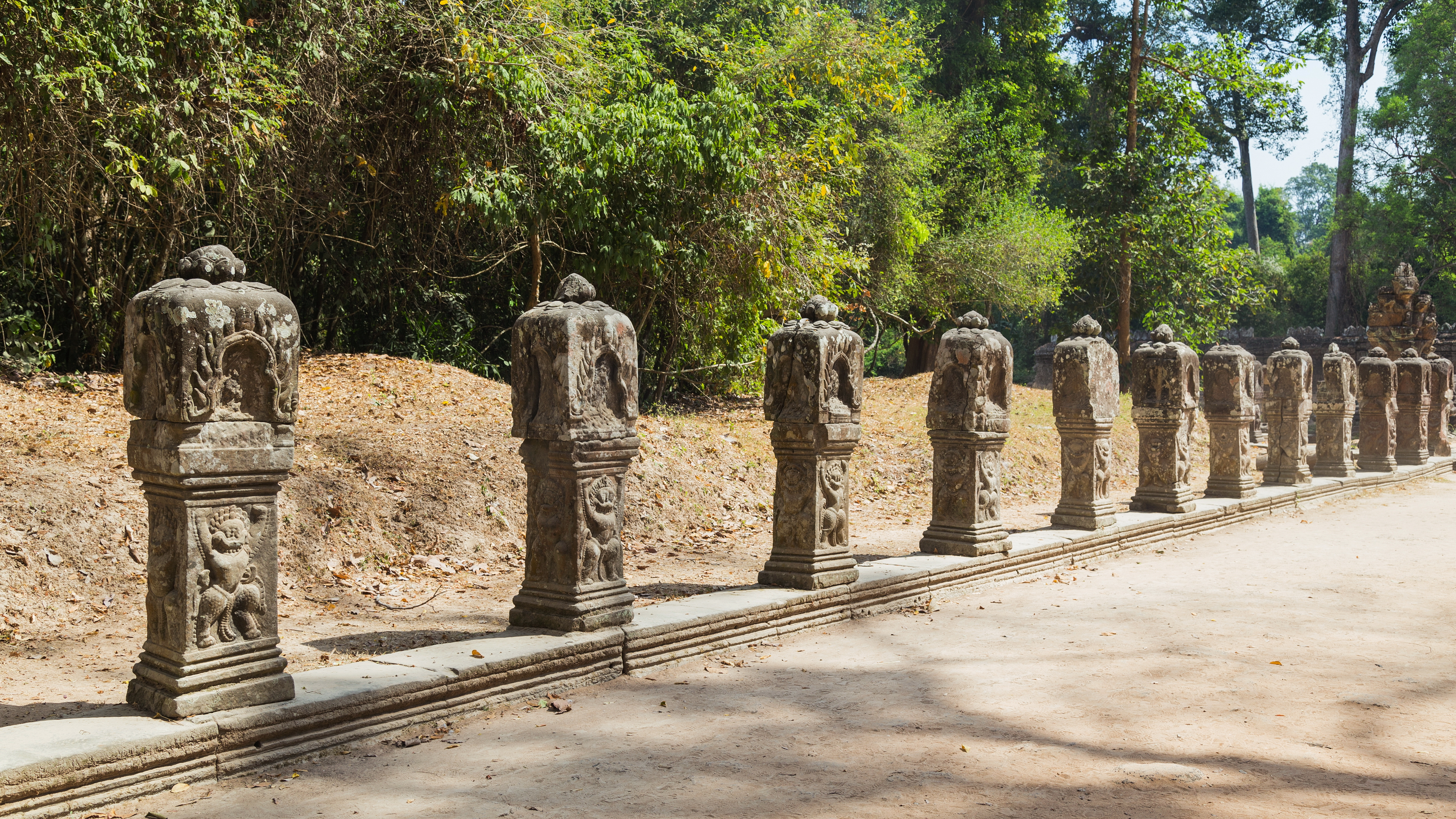
寺廟路上的雕塑
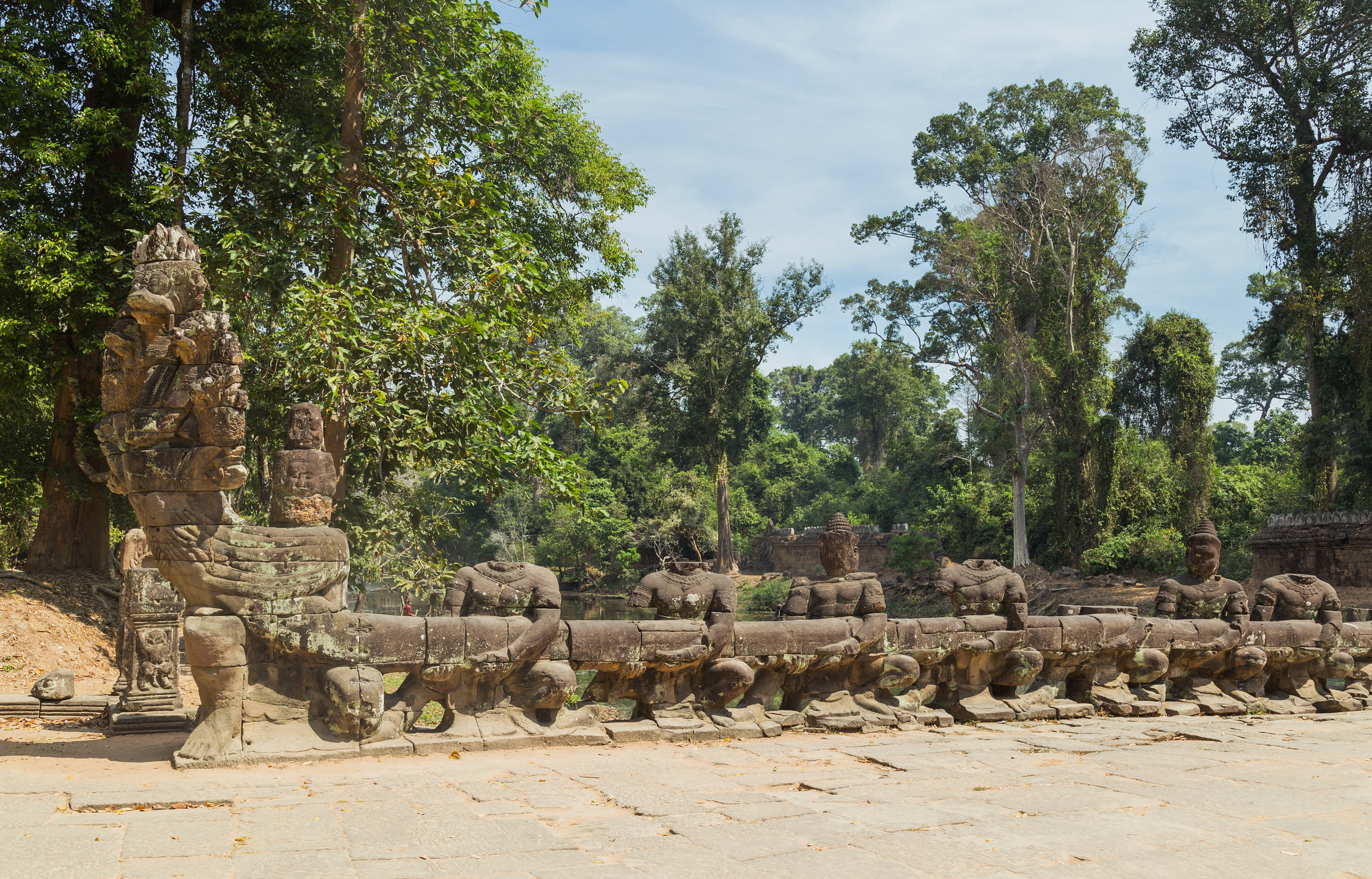
橋
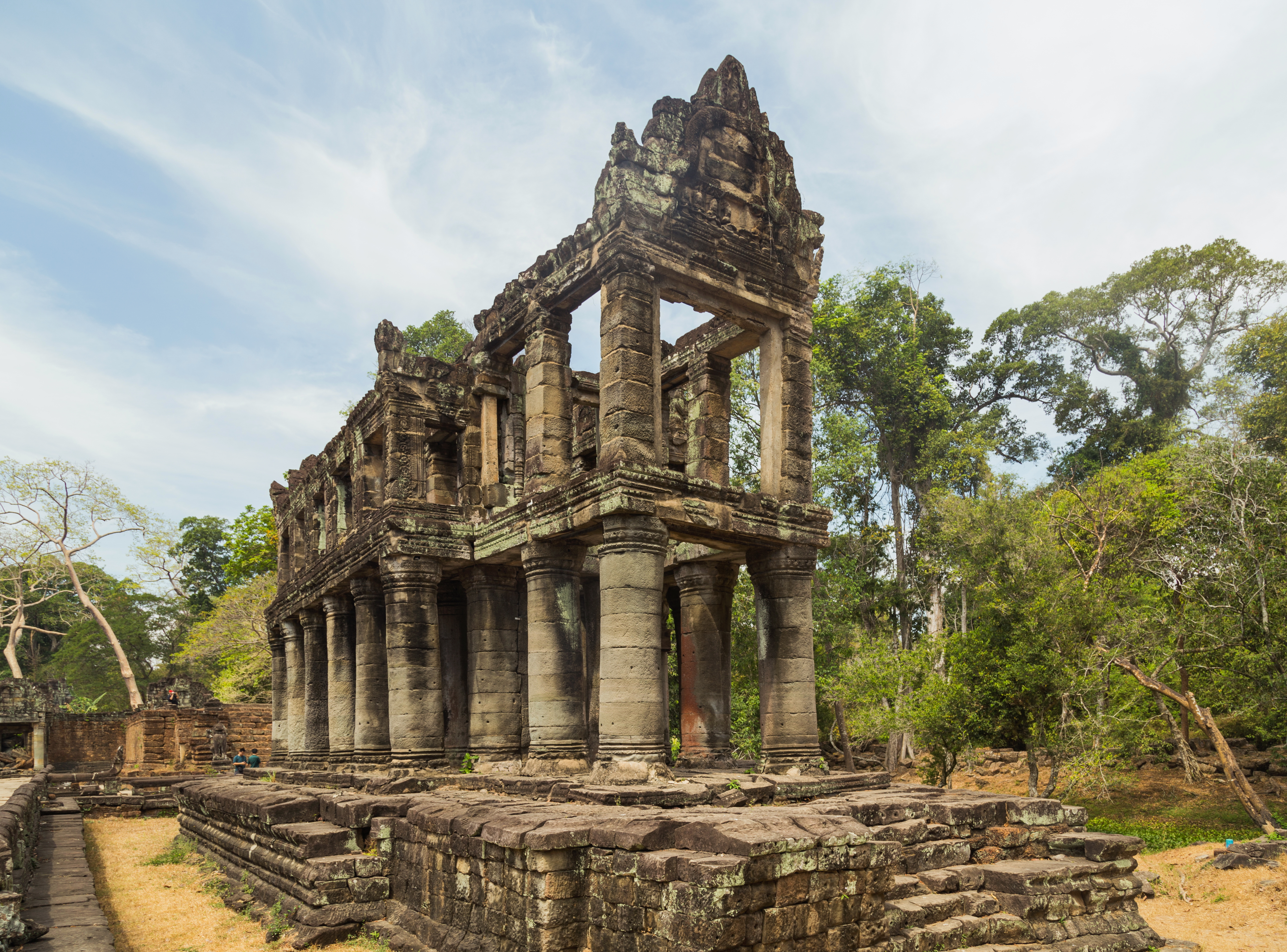
圖書館
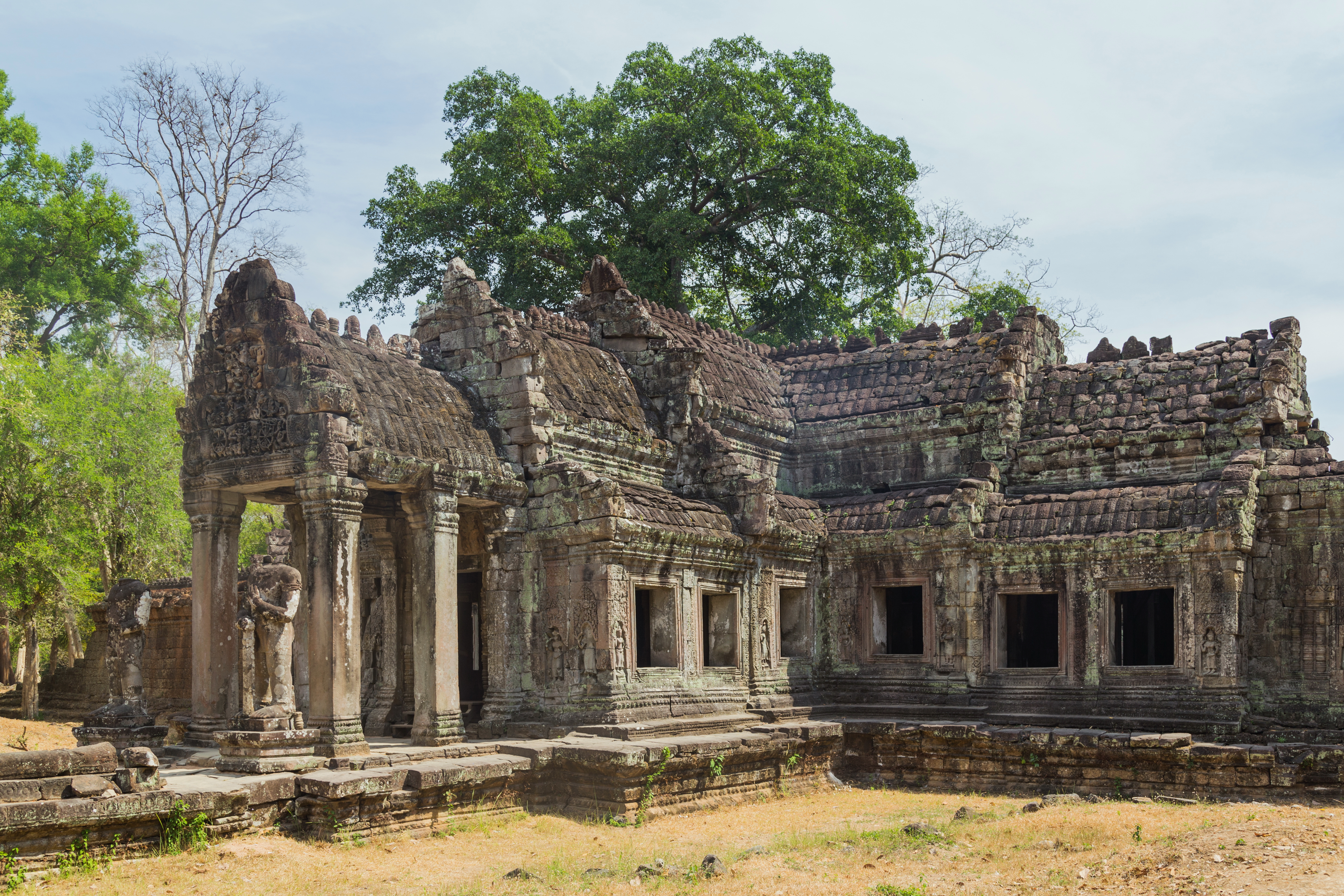
古普拉
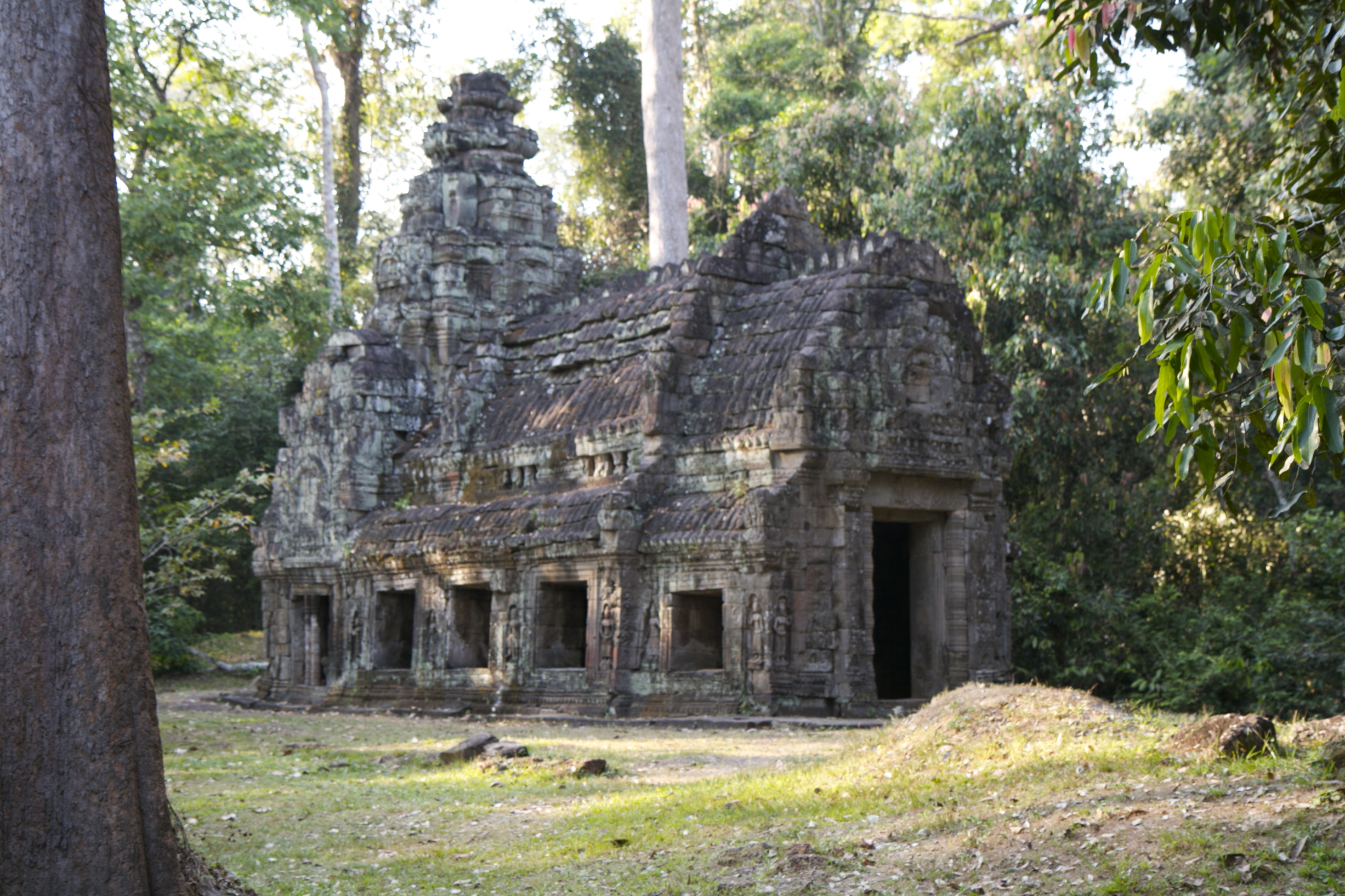
圣剑寺的一層結構
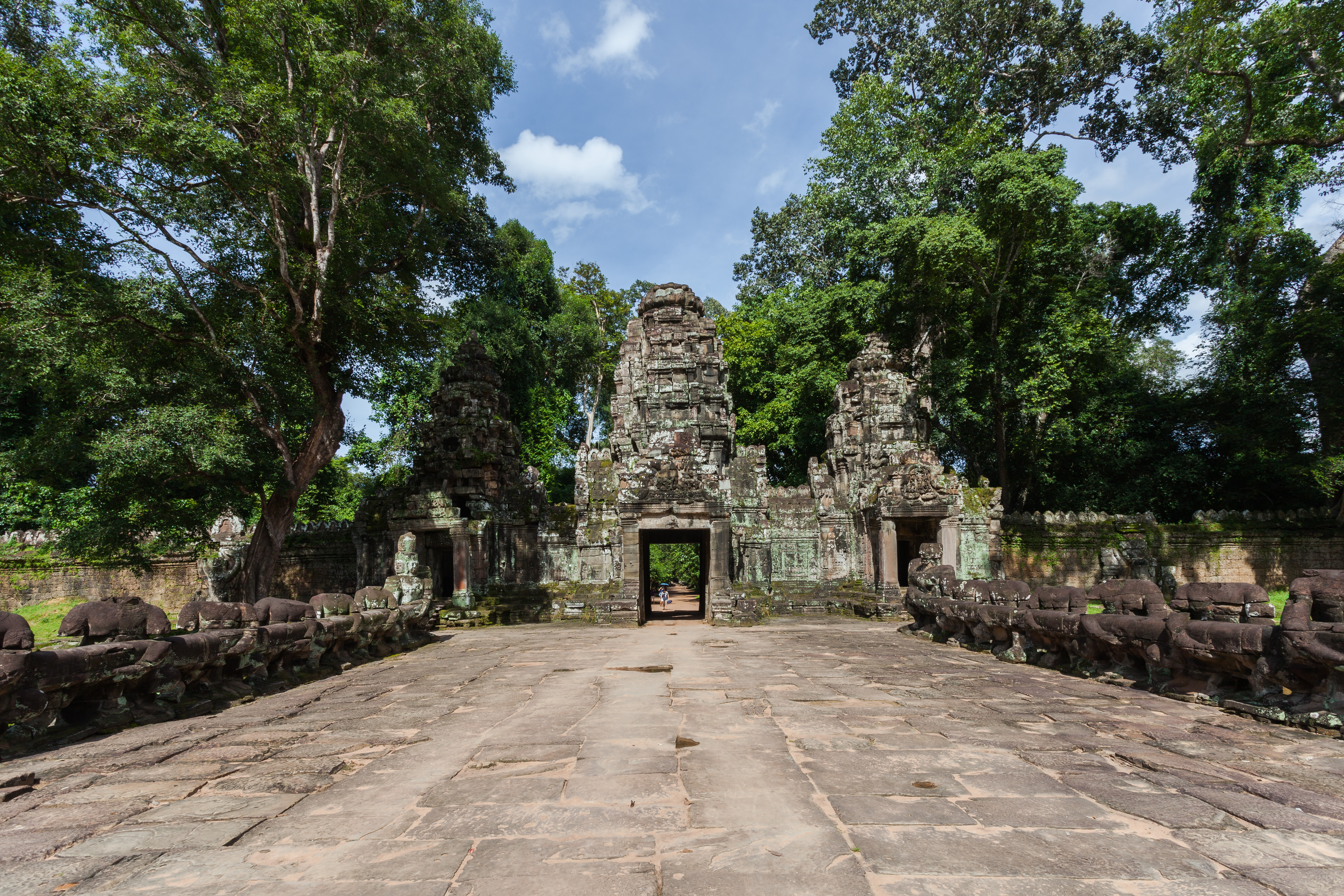
入口
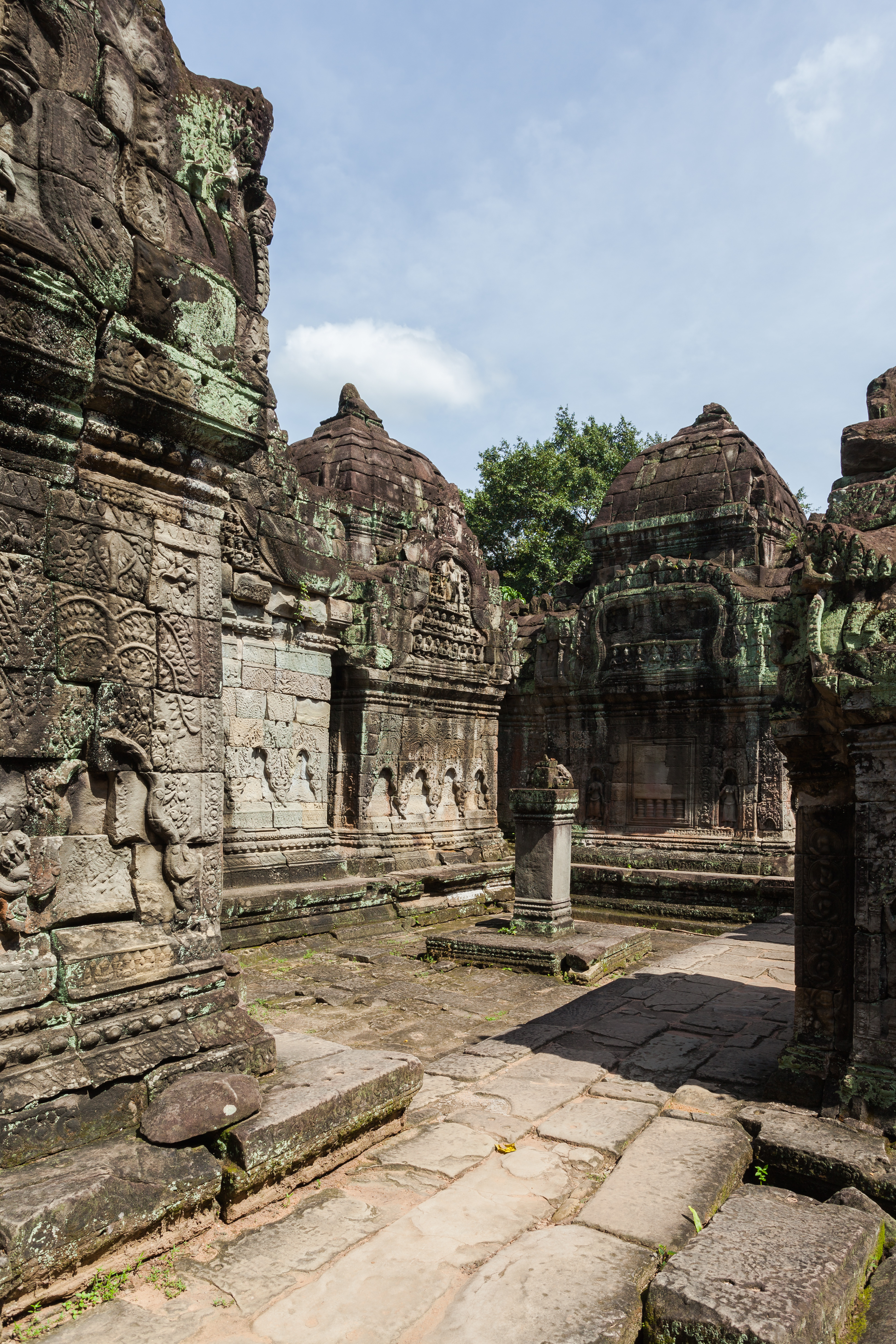
寺廟內部
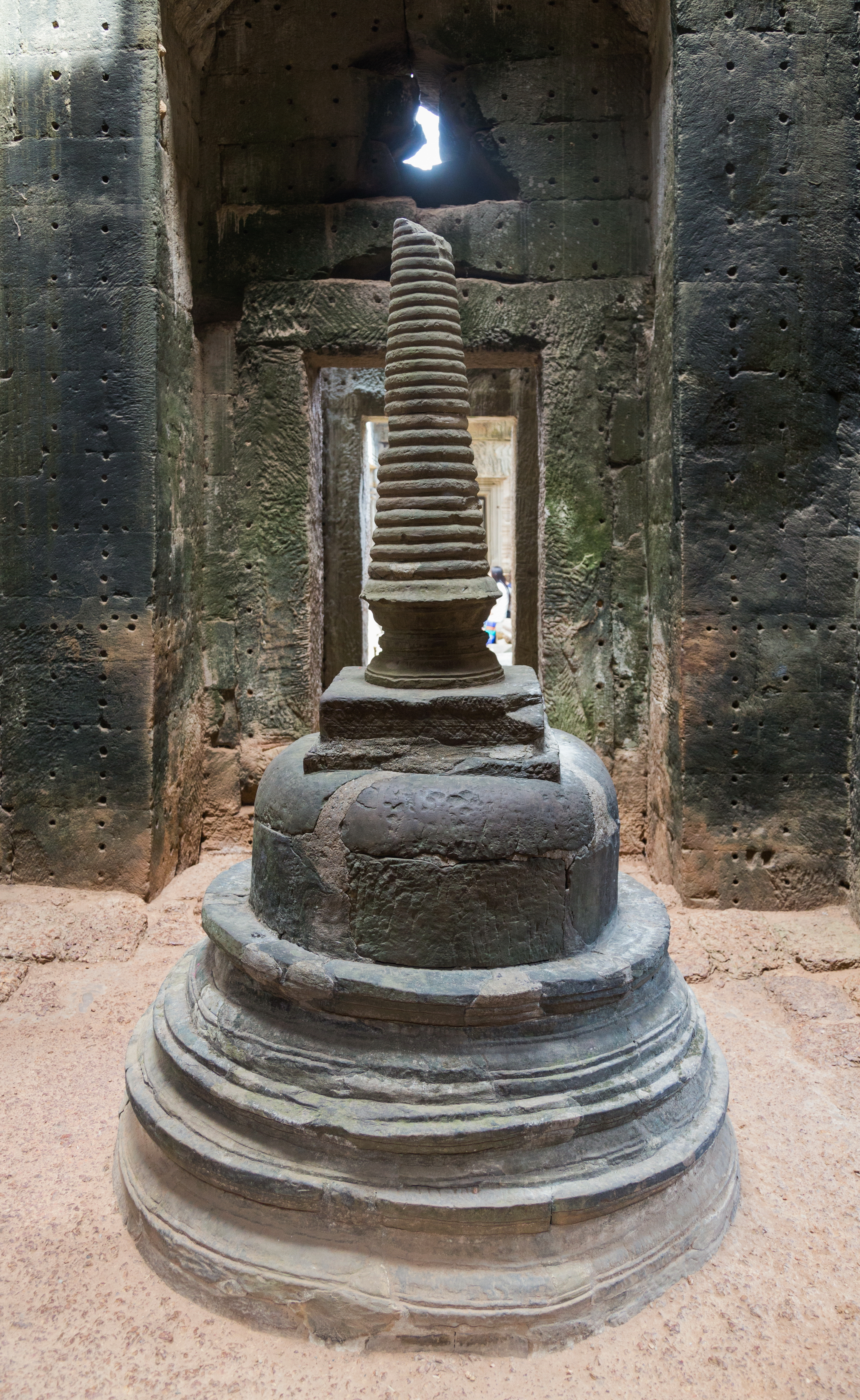
佛塔
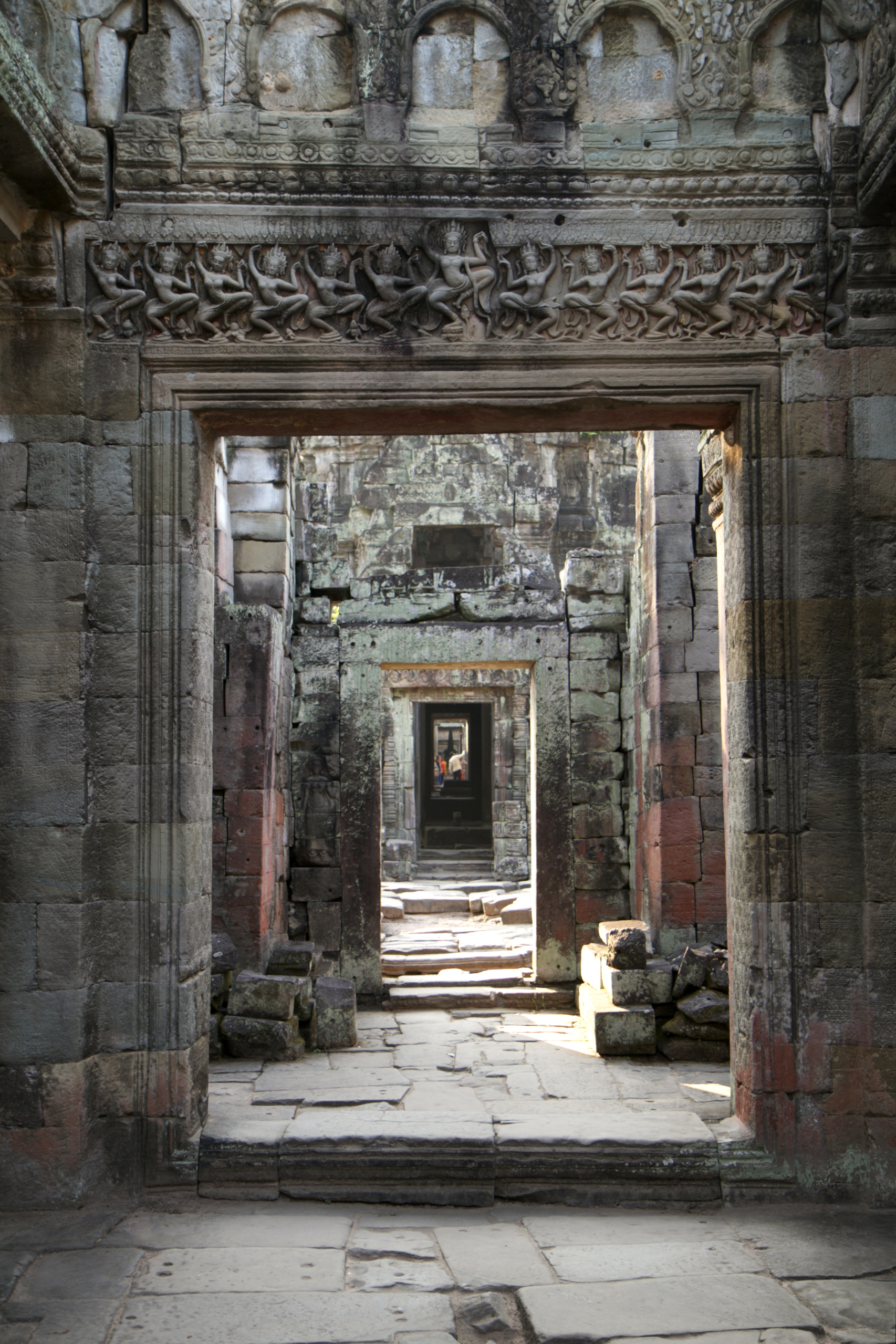
雕花門楣
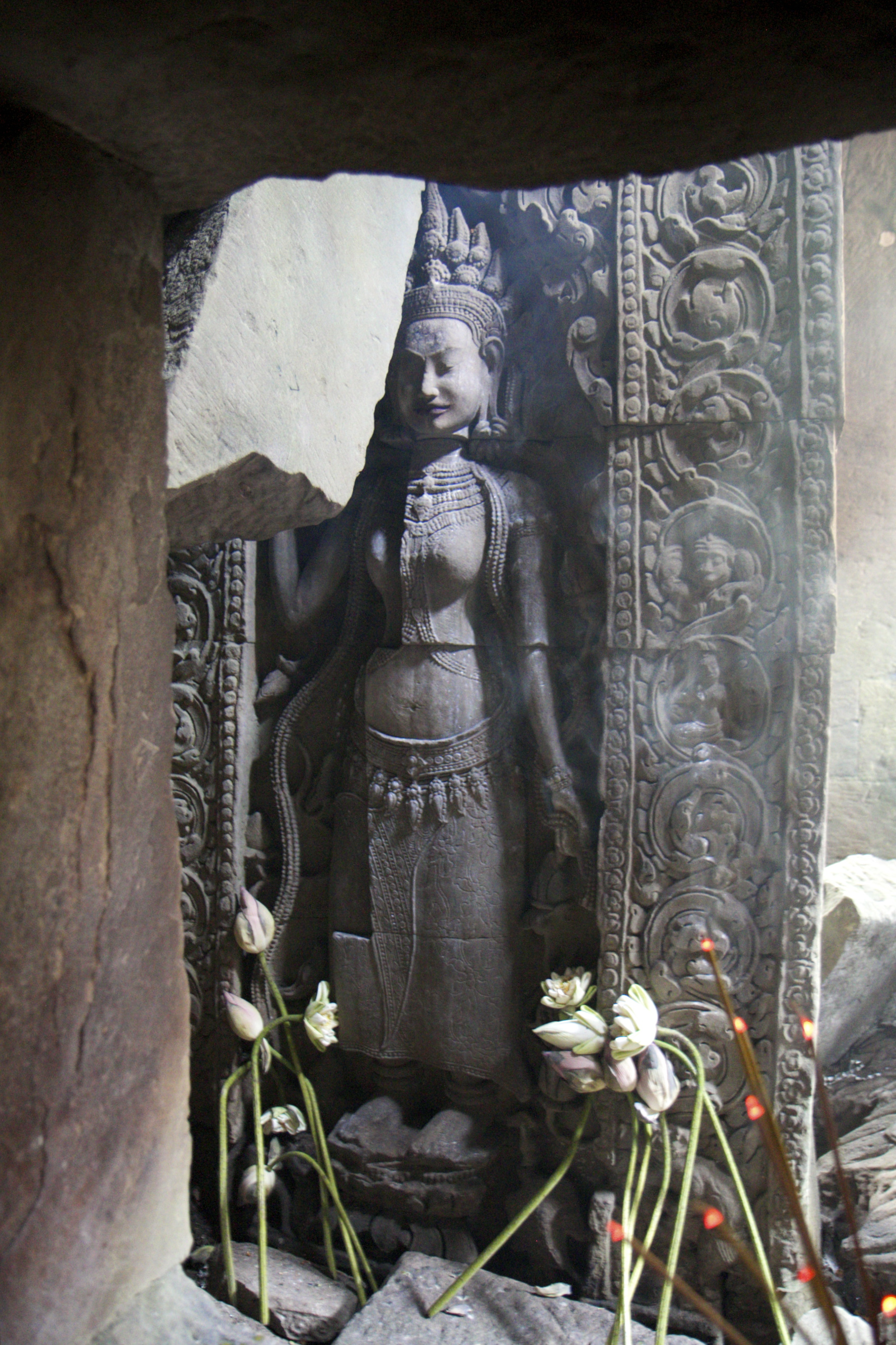
Jayadev，阇耶跋摩七世的兩個姊妹之一
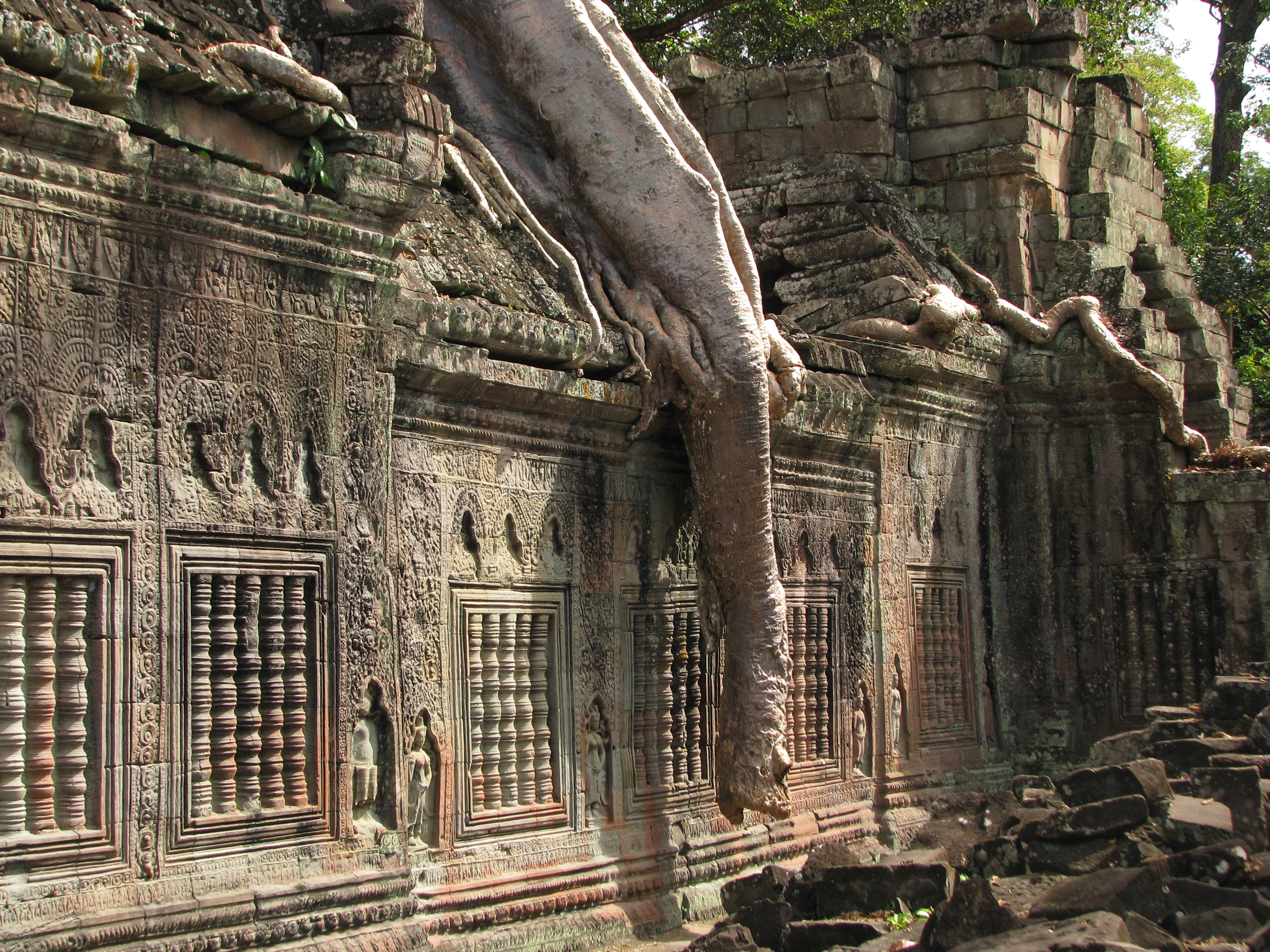
欄杆窗戶
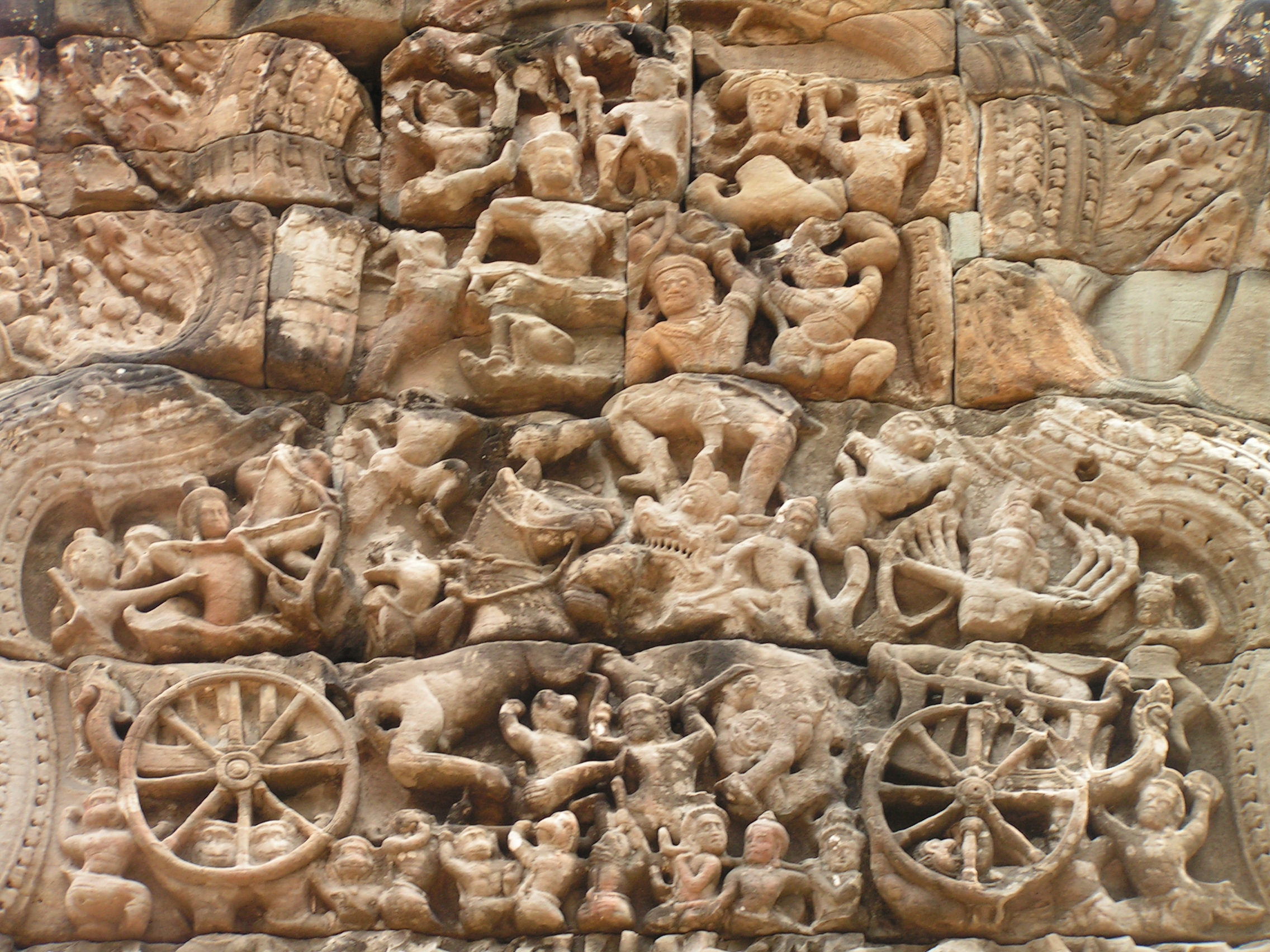
描繪蘭卡戰役的山牆飾
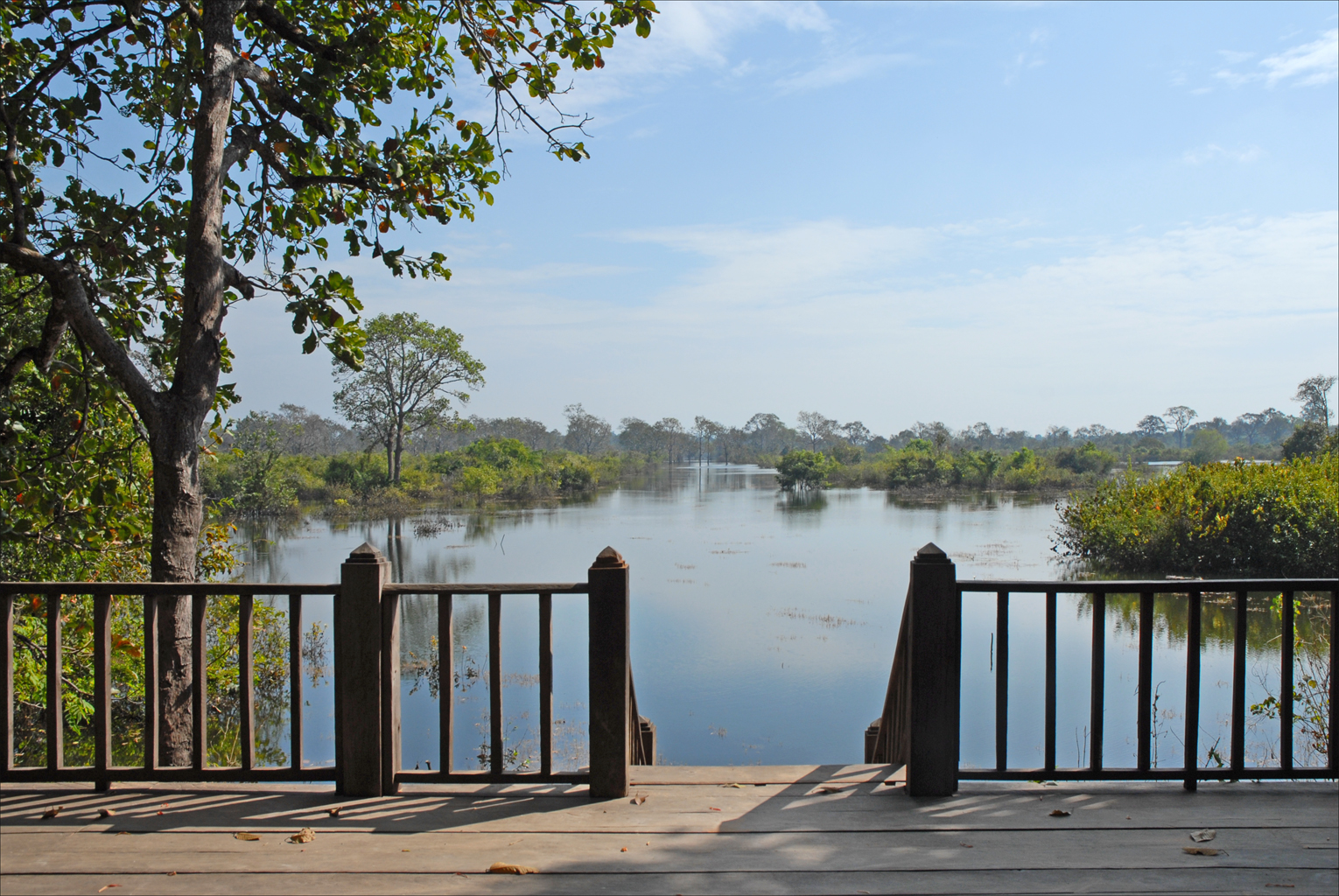
賈亞塔塔卡巴雷

## 外部連結
- OpenStreetMap上有關圣剑寺的地理

- The Monuments of the Angkor Group （页面存档备份，存于） by Maurice Glaize, online version
- General Views of Preah Khan
- Preah Khan - Khmer Goddesses in the Heart of the Temple